# 5分後に意外な結末
『5分後に意外な結末』（ごふんごにいがいなけつまつ）は、株式会社Gakkenから発行されている児童文学シリーズ。2013年12月にシリーズ第1巻が刊行され、2022年10月現在でシリーズ合わせて既刊30巻。2021年6月時点でシリーズ累計発行部数は340万部を突破している。
2022年9月にテレビドラマ化された。

## 概要
各話5分程度の時間で読めるオリジナル作品のほか、欧米の小話、都市伝説などを収録した短編集で、児童文学ほど堅いイメージでなく、また、ライトノベルよりも読みやすい読み物を意識して企画された。担当編集者によると、自身が子供の頃に読んでいた星新一のショートショートを念頭に置き、各エピソードを小中学校の「朝の読書」で設けられている読書時間10分よりも短く設定し、最後にカタルシスがあるような本にしたいとの考えで企画された。
表紙および挿絵はイラストレーターのUsiが担当。
小中学生から大きな支持を得ており、2018年に全国の小中学校で行われた『「朝の読書」で読まれた本』の調査では、中学校部門で1位となった。
シリーズ作品として、各話が2ページで構成された「5秒後に意外な結末」などが刊行されている。

## シリーズ一覧
- 5分後に意外な結末 ①赤い悪夢
  - 2013年12月05日発売[4]、ISBN 978-4-052-03895-2
    - 増補改訂版：2022年07月28日発売[5]、ISBN 978-4-052-05586-7
- 5分後に意外な結末 ②青いミステリー
  - 2013年12月05日発売[6]、ISBN 978-4-052-03896-9
    - 増補改訂版：2022年07月28日発売[7]、ISBN 978-4-052-05585-0
- 5分後に意外な結末 ③白い恐怖
  - 2013年12月19日発売[8]、ISBN 978-4-052-03897-6
    - 増補改訂版：2022年07月28日発売[9]、ISBN 978-4-052-05584-3
- 5分後に意外な結末 ④黒いユーモア
  - 2014年01月16日発売[10]、ISBN 978-4-052-03898-3
    - 増補改訂版：2022年07月28日発売[11]、ISBN 978-4-052-05587-4
- 5分後に意外な結末 ⑤黄色い悲喜劇
  - 2014年1月16日発売[12]、ISBN 978-4-052-03899-0
    - 増補改訂版：2022年07月28日発売[13]、ISBN 978-4-052-05583-6
- 5分後に意外な結末 「悩み部」の結成と、その結末。
  - 2015年05月28日発売[14]、ISBN 978-4-052-04209-6
- 5分後に意外な結末 「悩み部」の栄光と、その慢心。
  - 2015年07月23日発売[15]、ISBN 978-4-052-04269-0
- 5分後に意外な結末 「悩み部」の焦燥と、その暗躍。
  - 2016年04月28日発売[16]、ISBN 978-4-052-04437-3
- 5分後に意外な結末 「悩み部」の成長と、その緊張。
  - 2016年07月15日発売[17]、ISBN 978-4-052-04479-3
- 5分後に意外な結末 「悩み部」の平和と、その限界。
  - 2017年01月26日発売[18]、ISBN 978-4-052-04588-2
- 5分後に意外な結末 「悩み部」の復活と、その証明。
  - 2019年07月18日発売[19]、ISBN 978-4-052-05068-8
- 5分後に意外な結末 5分後に思わず涙。 世界が赤らむ、その瞬間に
  - 2017年04月06日発売[20]、ISBN 978-4-052-04621-6
- 5分後に意外な結末 5分後に思わず涙。 青い星の小さな出来事
  - 2017年07月14日発売[21]、ISBN 978-4-052-04622-3
- 5分後に意外な結末 5秒後に意外な結末 パンドラの赤い箱
  - 2016年12月01日発売[22]、ISBN 978-4-052-04547-9
- 5分後に意外な結末 5秒後に意外な結末 ミノタウロスの青い迷宮
  - 2017年06月29日発売[23]、ISBN 978-4-052-04620-9
- 5分後に意外な結末 5秒後に意外な結末 アポロンの黄色い太陽
  - 2019年03月14日発売[24]、ISBN 978-4-052-04931-6
- 5分後に意外な結末 5秒後に意外な結末 オイディプスの黒い真実
  - 2021年07月21日発売[25]、ISBN 978-4-052-05413-6
- 5分後に恋の結末 友情と恋愛を両立させる3つのルール
  - 2017年12月21日発売[26]、ISBN 978-4-052-04764-0
- 5分後に恋の結末 解けない謎と放課後の密談
  - 2018年07月05日発売[27]、ISBN 978-4-052-04843-2
- 5分後に恋の結末 春が来たら、泣くかもしれない
  - 2019年03月14日発売[28]、ISBN 978-4-052-04974-3
- 5分後に恋の結末 そして、誰かの恋がはじまる。
  - 2020年03月19日発売[29]、ISBN 978-4-052-05200-2
- 5分後に意外な結末ex エメラルドに輝く風景
  - 2018年07月26日発売[30]、ISBN 978-4-052-04645-2
- 5分後に意外な結末ex オレンジ色に燃える呪文
  - 2018年07月26日発売[31]、ISBN 978-4-052-04643-8
- 5分後に意外な結末ex チョコレート色のビターエンド
  - 2018年12月13日発売[32]、ISBN 978-4-052-04642-1
- 5分後に意外な結末ex バラ色の、トゲのある人生
  - 2018年12月13日発売[33]、ISBN 978-4-052-04930-9
- 5分後に意外な結末ex アクアマリンからあふれる涙
  - 2019年07月18日発売[34]、ISBN 978-4-052-05069-5
- 5分後に意外な結末ex 白銀の世界に消えゆく記憶
  - 2019年12月19日発売[35]、ISBN 978-4-052-05166-1
- 5億年後に意外な結末 ピグマリオンの銀色の彫刻
  - 2018年06月28日発売[36]、ISBN 978-4-052-04713-8
- 5分後に意外な結末Q パズルにも青春にも答えはある
  - 2021年03月18日発売[37]、ISBN 978-4-052-05359-7
- 5分後に意外な結末Q 正解より素敵なパズルの解き方
  - 2021年09月16日発売[38]、ISBN 978-4-052-05450-1

## テレビドラマ
2022年9月22日から10月13日まで、読売テレビ制作・日本テレビ系「プラチナイト」木曜枠内「木曜ドラマ」で放送された。オムニバス形式となっており、全話を通じてナビゲーター役に 飯尾和樹（ずん）と莉子が登場する。
本作は『4週連続オムニバスDRAMA』と銘打ち、2つのドラマを4週連続オムニバス形式で放送するうちの、番組後半25分のパート（第2部）で放送された。（前半30分のパート（第1部）は上川隆也が案内人役を演じる『さよならの向う側』を放送。）

### あらすじ
伊賀稲高校の教師である結島末吉は、女子生徒の五分市りさが授業中に「5分で見終わるドラマ」を見ていたことを知り、りさと一緒にドラマ『5分後に意外な結末』を見ることになる。

### キャスト

#### ナビゲートパート
結島末吉
演 - 飯尾和樹（ずん）
伊賀稲高校の国語教師。倍速で1時間ドラマを見る生徒がいることに驚愕する。
五分市りさ
演 - 莉子
女子生徒。「普通のスピードで5分で終わるドラマ」があることを結島に教える。

#### 第1週

##### 呪いの指輪
塚田鋼二
演 - 田口トモロヲ
骨董品店の店主。1億円の指輪は持ち主を呪い殺す指輪のため販売を渋る。
青木薫
演 - 北乃きい
骨董品店の来店客。1億円の値札がついた指輪の購入を希望する。
購入に際し、資産家の夫の指のサイズに指輪を調整することを依頼する。

##### 隣に住む殺人鬼
堀口祐希
演 - 城桧吏
中学3年生。隣に転居してきた村田清が12年前、殺人容疑で逮捕されことを今でも覚えていた。
堀口理恵子
演 - 安藤瞳
祐希の母。隣人の村田清が殺人鬼ということを覚えていない。
村田清
演 - 津田寛治
堀口家の隣室に住む殺人鬼。公園のベンチでいつも「殺してやる」とつぶやいている。
実は元俳優で、祐希が12年前の殺人鬼役を本物として覚えていたことを励みに俳優の仕事に再挑戦する。
これまでで一番大きな役であった殺人鬼役のセリフ「殺してやる」をつぶやき、当時の余韻を味わっていた。

#### 第2週

##### うそつき
大西琢磨
演 - 濱田龍臣
新人白バイ隊員。スピード違反で検挙した清水が凶悪犯罪者であることに戦慄する。
杉本啓介
演 - 六角慎司
白バイ隊員。大西の先輩。清水に戦慄する大西の代わりに清水を聴取する。
清水誠
演 - 橋本じゅん
スピード違反の運転手。無免許で盗難車を運転し、ダッシュボードに拳銃、トランクに女性の死体を積んでいると大西に申告する。しかし、杉本が聴取すると、免許を所有し、自動車は自分のもので、拳銃や女性の死体などはなく、「大西はうそつき警官。まさか私がスピード違反したとか言っていないでしょうね」と告げ、スピード違反を免れる。

##### 死神
高村俊章
演 - 鶴見辰吾
サラリーマン。医師の門司からステージ4のスキルス性胃がんを宣告される。
門司稔
演 - 野間口徹
医師。高村にステージ4のスキルス性胃がんと宣告するが、後日再診に訪れた高村に、レントゲン医師から同じ苗字の違う患者のレントゲン写真を渡されており、その患者の診察結果を誤って告げていたと高村に謝罪する。
雅美
演 - ひがし由貴
高村の妻。病院で診察を受けた夫・俊章が気落ちしていたことから、彼のことを心配する。
章一
演 - 中川大輔
高村の息子。社会人。父・俊章と同じ病院で胃のレントゲン検査を受けていた。

#### 第3週

##### サプライズな贈り物
渋谷純平
演 - 野村周平
バンドマン。千穂のためにバンドをやめて定職に就くことを決意する。
織田千穂
演 - 武田玲奈
純平の彼女。定職に就く純平のためにスーツを準備する。
先輩
演 - 持田将史（s**t kingz）
純平の清掃スタッフのアルバイトの先輩。
間男
演 - 坂口涼太郎
千穂の浮気相手。千穂が恋人である純平のために準備したというスーツは、千穂と情事に及びパンツ一丁でベランダに出されたこの男のものだった。

##### 密室ゲーム
鷲見善弘
演 - 前川泰之
人気俳優。何者かに密室に拉致され、命を懸けたクイズを出題される。
加工された声
鷲見のプライベートに関する問題を出題し、不正解の場合、命を奪うと宣告する。
役者仲間
演 - 村上耕平
20年前、鷲見に舞台装置に細工され足を骨折、主役の座を奪われる。
演出家
演 - 鈴木兵太郎
舞台の演出家。
マネージャー
演 - 坂東駿
12年前、鷲見から怒鳴り散らされたことが原因で心を病み、車の運転前に精神安定剤を大量摂取した結果、交通事故を起こしてしまう。
洋介
演 - 松田真輝
20年前、鷲見が結婚する前に交際していた女性との間に生まれた鷲見の隠し子。
鷲見の交際していた女性
演 - 相沢直美
20年前に鷲見と交際していた女性。鷲見との間に洋介を儲けたが、養育費を受け取る代わりに隠し子がいることは内密にしてほしいと鷲見に頼まれる。
鷲見の妻
演 - 大路恵美
加工された声の正体。鷲見に子供は何人いるか出題する。
鷲見の娘
演 - 稲川由唯
鷲見の実子ではなく、鷲見の妻と不倫相手との間に生まれた子供。（つまり、鷲見の実子は2人ではなく洋介1人）

#### 第四週

##### 失敗したキューピッド
町田詩織
演 - 秋田汐梨
恋愛小説にハマっている高校2年生。春馬に感想を聞かせて欲しいと恋愛小説を貸す。
結城春馬
演 - 秋谷郁甫
詩織のクラスメイト。詩織が恋焦がれる相手。映画好き。
森エミ
演 - 久保乃々花
詩織のクラスメイト。
蒼井早苗
演 - 亘理舞
詩織の同級生。春馬の幼馴染。春馬から感想を聞かせて欲しいと詩織の恋愛小説を又貸しされ、最後のページに詩織が春馬宛てに書いた告白を、春馬からの告白と勘違いし交際することになる。

##### 親友交歓
修治
演 - 古川雄輝
作家。東京から故郷に転居し、訪ねてきた平田の偉そうな態度に立腹する。
美知子
演 - 阿部純子
修治の妻。平田からお酌を強要される。
平田
演 - 笠松将
修治の小学校時代の同級生。偉そうな男。修治の家に押しかけ終始横暴な態度をとるが、帰宅の間際、修治の偉そうな態度に立腹していたと吐露する。

### スタッフ
- 原作 - 桃戸ハル編『5分後に意外な結末 ベスト・セレクション』シリーズ（講談社文庫）
- 脚本
  - ショートドラマパート - 本田隆朗、富安美尋
  - ナビゲートパート - 舘川範雄
- 演出 - 守屋健太郎、佐藤善木
- 主題歌 - 4s4ki「超5次元」（ビクターエンタテインメント）[40]
- チーフプロデューサー - 岡本浩一
- プロデューサー - 多鹿雄策、藤村 恵子（テレビマンユニオン）
- 制作協力 - テレビマンユニオン
- 制作著作 - 読売テレビ

### 放送日程
| 各週  | 各話      | 放送日   | サブタイトル         | 脚本     | 演出       | 備考         |
| ----- | --------- | -------- | -------------------- | -------- | ---------- | ------------ |
| 第1週 | Episode01 | 09月22日 | 呪いの指輪           | 本田隆朗 | 守屋健太郎 |              |
| 第1週 | Episode02 | 09月22日 | 隣に住む殺人鬼       | 本田隆朗 | 守屋健太郎 |              |
| 第2週 | Episode03 | 09月29日 | うそつき             | 本田隆朗 | 守屋健太郎 |              |
| 第2週 | Episode04 | 09月29日 | 死神                 | 本田隆朗 | 佐藤善木   |              |
| 第3週 | Episode05 | 10月06日 | サプライズな贈り物   | 本田隆朗 | 守屋健太郎 |              |
| 第3週 | Episode06 | 10月06日 | 密室ゲーム           | 本田隆朗 | 佐藤善木   |              |
| 第4週 | Episode07 | 10月13日 | 失敗したキューピッド | 富安美尋 | 守屋健太郎 |              |
| 第4週 | Episode08 | 10月13日 | 親友交歓             | 本田隆朗 | 佐藤善木   | 原作：太宰治 |

| 読売テレビ制作・日本テレビ系列 木曜ドラマ                  | 読売テレビ制作・日本テレビ系列 木曜ドラマ                         | 読売テレビ制作・日本テレビ系列 木曜ドラマ |
| 前番組                                                     | 番組名                                                            | 次番組                                    |
| ---------------------------------------------------------- | ----------------------------------------------------------------- | ----------------------------------------- |
| オクトー 〜感情捜査官 心野朱梨〜 （2022年7月7日 - 9月8日） | さよならの向う側 / 5分後に意外な結末 （2022年9月22日 - 10月13日） | Sister （2022年10月20日 - 12月22日）      |

## ゲーム
『5分後に意外な結末　モノクロームの図書館』は2024年2月22日にディースリー・パブリッシャーから発売予定、Nintendo Switch用サウンドノベルゲーム。